# Roberto Cabañas
Roberto Cabañas González (11. april 1961 - 9. januar 2017) var en paraguayansk fodboldspiller (angriber).

## Karriere
Cabañas spillede 28 kampe og scorede 11 mål for Paraguays landshold.. Han repræsenterede sit land ved VM 1986 i Mexico, og spillede alle paraguayanernes fire kampe i turneringen, hvor holdet blev slået ud i 1/8-finalen. Han deltog desuden ved tre udgaver af Copa América, heriblandt 1979-udgaven, som Paraguay vandt efter finalesejr over Chile.
På klubplan spillede Cabañas størstedelen af sin karriere i udlandet. Han repræsenterede blandt andet New York Cosmos i USA, Boca Juniors i Argentina samt de colombianske storklubber América de Cali og Independiente Medellín. Han tilbragte også to år i Frankrig hos Brest, som han hjalp til oprykning til den bedste række, Ligue 1 ved at blive topscorer i Ligue 2 i 1989.